# Co cię gryzie? Fascynujący świat pasożytów
Co cię gryzie? Fascynujący świat pasożytów (tytuł oryginalny Parasite Rex: Inside the Bizarre World of Nature’s Most Dangerous Creatures) – popularnonaukowa książka napisana przez amerykańskiego pisarza i bloggera Carla Zimmera. Pierwotnie została wydana przez amerykańskie wydawnictwo Free Press w 2000 roku, a polskie wydanie tej książki ukazało się drukiem Wydawnictwa Poznańskiego w 2021 roku (ISBN 978-83-66570-35-1).
Głównym tematem książki są pasożyty, ich miejsce w biocenozie na planecie Ziemia, przystosowania pasożytów do środowiska i ich żywicieli, a także badania naukowe nad pasożytami i rozwój dziedziny naukowej – parazytologii. W marcu 2011 roku z okazji dziesiątej rocznicy wydania książki ukazało się specjalne wydanie w miękkiej okładce, zawierające dodatkowy rozdział (epilog).
Książka została przetłumaczona na język polski przez Jana Dzierzgowskiego.

## Spis treści[3]
- Prolog. Żyła jest jak rzeka
- Rozdział 1. Zbrodniarze w naturze
- Rozdział 2. Terra incognita
- Rozdział 3. Wojna trzydziestoletnia
- Rozdział 4. Przerażające dopasowanie
- Rozdział 5. Wielki krok do wewnątrz
- Rozdział 6. Ewolucja od środka
- Rozdział 7. Dwunożny żywiciel
- Rozdział 8. Jak żyć w świecie pasożytów
- Epilog
- Podziękowania
- Słowniczek
- Przypisy
- Bibliografia i literatura uzupełniająca

## Spis pasożytów
| Rozdział   | Nazwa                       | Nazwa łacińska              | Choroba wywoływana przez pasożyta |
| ---------- | --------------------------- | --------------------------- | --------------------------------- |
| Prolog     | Onchocerca volvulus         | Onchocerca volvulus         | Ślepota rzeczna                   |
| Prolog     | Świdrowiec rodezyjski       | Trypanosoma brucei          | Śpiączka afrykańska               |
| Prolog     | Riszta                      | Dracunculus mediensis       | Drakunkuloza                      |
| Prolog     | Glista ludzka               | Ascaris lumbricoides        | Glistnica                         |
| Prolog     | Włosogłówka ludzka          | Trichuris trichiura         | Włosogłówczyca                    |
| Rozdział 1 | Onchocerca volvulus         | Onchocerca volvulus         | Ślepota rzeczna                   |
| Rozdział 1 | Tasiemiec uzbrojony         | Taenia solium               | Tasiemczyca                       |
| Rozdział 1 | Zarodziec                   | Plasmodium                  | Malaria                           |
| Rozdział 1 | Ogoniastek jelitowy         | Giardia lamblia             | giardioza                         |
| Rozdział 1 | Gąsienicznik                | Ichneumon                   | nie dotyczy                       |
| Rozdział 1 | Worecznice                  | Sacculina carcini           | infestacja pasożytnicza           |
| Rozdział 2 | Schistosoma mansoni         | Schistosoma mansoni         | Schistosomatoza                   |
| Rozdział 2 | Przywra krwi                | Schistosoma haematobium     | Schistosomatoza                   |
| Rozdział 2 | Motylica wątrobowa          | Fasciola hepatica           | Fascjoloza                        |
| Rozdział 2 | Schistosoma nasale          | Schistosoma nasale          | Schistosomatoza                   |
| Rozdział 2 | Włosień kręty               | Trichinella spiralis        | włośnica                          |
| Rozdział 2 | Tęgoryjec dwunastnicy       | Ancylostoma duodenale       | Ankylostomatoza                   |
| Rozdział 2 | Guzak                       | Meloidogyne                 | Guzak                             |
| Rozdział 2 | Cordylanthus                | Cordylanthus                | choroba pasożytnicza              |
| Rozdział 2 | Copidosoma floridianum      | Copidosoma floridianum      | larwy pasożytnicze (owadziarka)   |
| Rozdział 2 | Pseudodiplorchis americanus | Pseudodiplorchis americanus | infestacja pasożytnicza           |
| Rozdział 3 | Zarodziec                   | Plasmodium                  | Malaria                           |
| Rozdział 3 | Świdrowiec rodezyjski       | Trepanosoma brucei          | śpiączka afrykańska               |
| Rozdział 3 | Leishmania                  | Leishmania major            | Leiszmanioza                      |
| Rozdział 3 | Leishmania                  | Leishmania brasiliensis     | Leiszmanioza                      |
| Rozdział 3 | Toxoplasma gondii           | Toxoplasma gondii           | Toksoplazmoza                     |
| Rozdział 3 | Cotesia congregata          | Cotesia congregata          | larwy pasożytnicze (owadziarka)   |
| Rozdział 4 | Worecznice                  | Sacculina carcini           | infestacja pasożytnicza           |
| Rozdział 4 | Cotesia congregata          | Cotesia congregata          | larwy pasożytnicze (owadziarka)   |
| Rozdział 4 | Motyliczka wątrobowa        | Dicrocoelium dendriticum    | Dikrocelioza                      |
| Rozdział 4 | Riszta                      | Dracunculus mediensis       | Drakunkuloza                      |
| Rozdział 4 | Leishmania donovani         | Leishmania donovani         | Leiszmanioza                      |
| Rozdział 4 | Zarodziec                   | Plasmodium                  | Malaria                           |
| Rozdział 4 | Leucochloridium paradoxum   | Leucochloridium paradoxum   | infestacja pasożytnicza           |
| Rozdział 4 | Toxoplasma gondii           | Toxoplasma gondii           | Toksoplazmoza                     |
| Rozdział 4 | Kolcogłów                   | Acanthocephala              | infestacja pasożytnicza           |
| Rozdział 4 | Tasiemiec szczurzy          | hymenolepis diminuta        | Hymenolepioza                     |
| Rozdział 4 | Euhaplorchis californiensis | Euhaplorchis californiensis | infestacja pasożytnicza           |
| Rozdział 4 | Podocotyloides stenometra   | Podocotyloides stenometra   | infestacja pasożytnicza           |
| Rozdział 4 | Tasiemiec bąblowcowy        | Echinococcus granulosus     | Bąblowica                         |
| Rozdział 5 | Toxoplasma gondii           | Toxoplasma gondii           | Toksoplazmoza                     |
| Rozdział 5 | Zarodziec                   | Plasmodium                  | Malaria                           |
| Rozdział 5 | Teleutomyrmex schneideri    | Teleutomyrmex schneideri    | infestacja pasożytnicza           |
| Rozdział 5 | Linstowiidae                | Linstowiidae                | infestacja pasożytnicza           |
| Rozdział 5 | Tetrabothroiidea            | Tetrabothroiidea            | infestacja pasożytnicza           |
| Rozdział 5 | Strongylus vulgaris         | Strongylus vulgaris         | infestacja pasożytnicza           |
| Rozdział 5 | Filaria Bancrofta           | Wuchereria bancrofti        | Słoniowacizna                     |
| Rozdział 5 | Galasówki                   | Cynipoidea                  | larwy pasożytnicze (owadziarka)   |
| Rozdział 5 | Spirometra erinaceieuropaei | Spirometra erinaceieuropaei | Sparganoza                        |
| Rozdział 5 | Pleistophora intestinalis   | Pleistophora intestinalis   | infestacja pasożytnicza           |
| Rozdział 6 | Strongyloides ratti         | Strongyloides ratti         | infestacja pasożytnicza           |
| Rozdział 6 | Mucha śrubowa               | Cochliomyia hominivorax     | infestacja pasożytnicza           |
| Rozdział 6 | Wolbachia                   | Wolbachia                   | infestacja pasożytnicza           |
| Rozdział 7 | Schistosoma mansoni         | Schistosoma mansoni         | Schistosomatoza                   |
| Rozdział 7 | Schistosoma japonicum       | Schistosoma japonicum       | Schistosomatoza                   |
| Rozdział 7 | Świdrowiec amerykański      | Trepanosoma cruzi           | choroba Chagasa                   |
| Rozdział 7 | Świdrowiec rodezyjski       | Trepanosoma brucei          | Śpiączka afrykańska               |
| Rozdział 7 | Toxoplasma gondii           | Toxoplasma gondii           | Toksoplazmoza                     |
| Rozdział 7 | Filaria Bancrofta           | Wuchereria bancrofti        | Słoniowacizna                     |
| Rozdział 7 | Zarodziec                   | Plasmodium                  | Malaria                           |
| Rozdział 8 | Phenacoccus manihoti        | Phenacoccus manihoti        | infestacja pasożytnicza           |
| Rozdział 8 | Worecznice                  | Sacculina carcini           | infestacja pasożytnicza           |
| Rozdział 8 | Portunion conformis         | Portunion conformis         |                                   |
| Epilog     | Osa szmaragdowa             | Ampulex compressa           | infestacja pasożytnicza           |
| Epilog     | Acanthobothrium zimmeri     | Acanthobothrium zimmeri     | infestacja pasożytnicza           |